# 엘 몰리논
엘 몰리논(스페인어: Estadio El Molinón)는 스페인 아스투리아스 지방 히혼에 위치한 축구 경기장으로 스포르팅 히혼의 홈 구장으로 사용되고 있으며, 29,538명을 수용할 수 있다. 1982년 FIFA 월드컵에도 사용되었다. 1908년 혹은 그 이전에 개장하여 스페인에서 가장 오래된 축구 경기장으로 유명하다. UEFA 경기장 분류에서는 '분류 3'으로 분류되어 있다.

## 역사

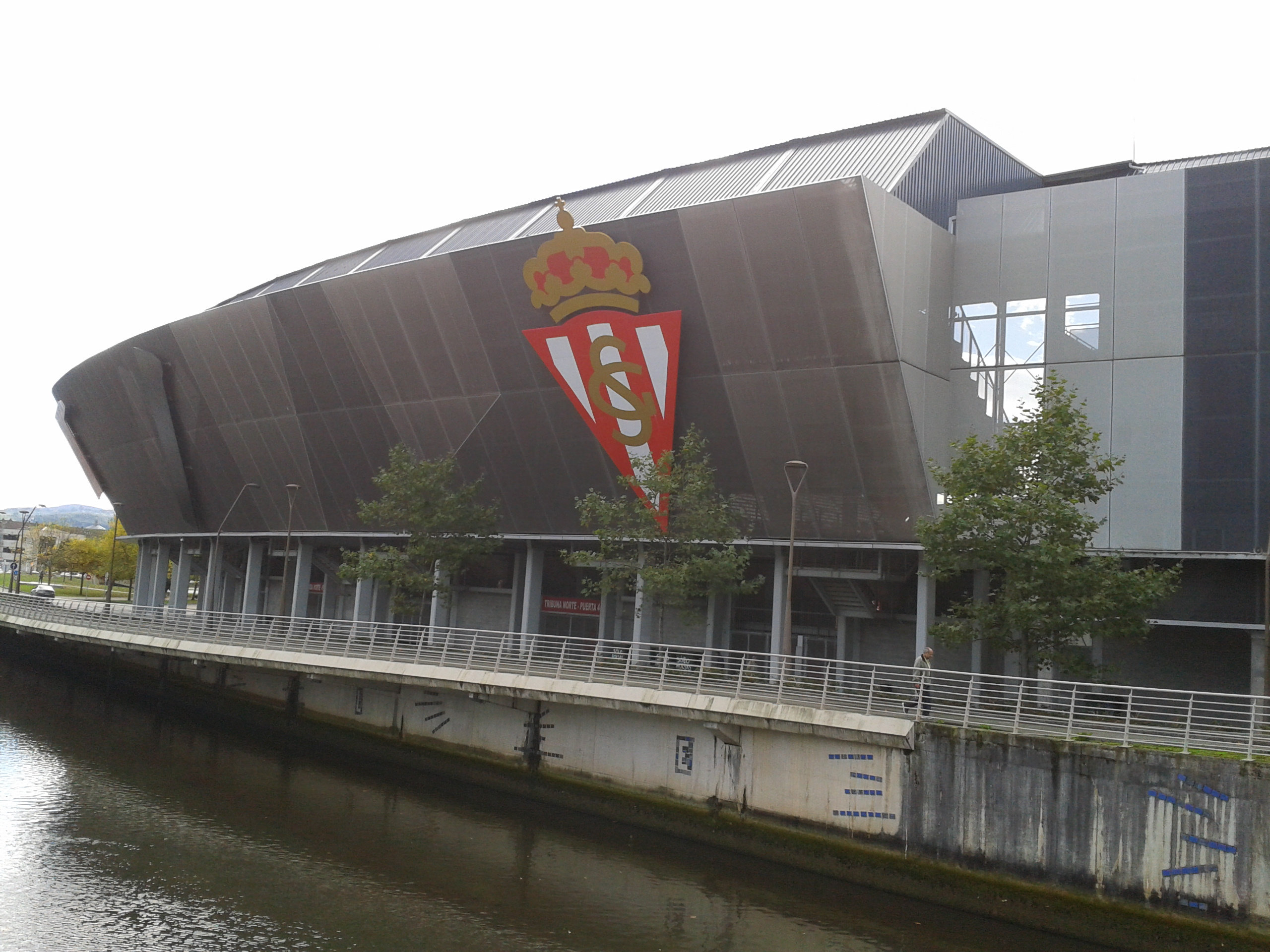
필레스강과 접하고 있는 엘 몰리논

엘 몰리논은 스페인에서 가장 오래된 축구 경기장으로 1908년 혹은 그 이전부에 개장되었다. '몰리노'는 아스투리아스어로 물레방아라는 뜻으로 실제 경기장이 지어지기 전에는 오래된 물레방아가 있었던 위치해 있었다.
1917년 스포르팅 히혼이 레알 스포르팅이었던 시절부터 홈 구장으로 사용해 왔으며, 첫 경기로는 1917년 4월 22일에 있었던 코파 델 레이 경기로, 아레나스 클루브 데 게초와의 경기였다. 이 경기는 레알 스포르팅이 0 대 1로 패배하였다. 같은 해 8월 5일에는 처음이자 대규모의 정비 공사가 완료되었다.
1920년 5월 2일에는 코파 델 레이의 결승전이 열렸다. FC 바르셀로나와 아틀레틱 빌바오의 경기로, 빌바오가 2대  0으로 승리를 가져갔다.
1924년에는 레알 스포르팅이 히혼 시청 소유였던 엘 몰리논을 구입하여 경기장의 소유주가 되었다. 1931년에 주 기둥이 화재로 인해 붕괴되었고 곧 공사로 수리를 완료했다. 1944년에 레알 스포르팅은 경영난에 허덕였고 곧 히혼 시청 측은 경기장을 재구매하였다.
1968년 4개의 조명등이 엘 몰리논에 설치되었고 발렌시아 CF와의 첫 야간 경기가 열렸다. 1970년 1월 28일에 엘 몰리논에서 열린 스포르팅과 CA 오사수나와의 경기가 스페인 역사상 최초로 텔레비전으로 생중계된 축구 경기가 되었다. 스포르팅은 이 경기에서 오사수나에 0 대 3으로 패배하였다. 스포르팅은 UEFA컵의 모든 홈 경기를 엘 몰리논에서 실시했고, 1987년 9월 16일에는 AC밀란을 1 대 0으로 이기는 이변을 보여주기도 했다.
1995년에 스포르팅은 엘 몰리논에서 있던 UE 예이다와의 경기에서 42,000명이라는 클럽 역사상 최고의 관중 수를 찍게 된다. 하지만 1997년부터 1998년 사이에 유럽 축구 연맹(UEFA), 국제 축구 연맹(FIFA)에서 '모든 관중은 좌석에 앉아야 하며 펜스 역시 옮겨져야 한다.'라는 안전과 관련된 규정이 되었고 이로 인해 42,000명을 수용할 수 있었던 엘 몰리논은 좌석을 설치하게 되면서 수용 가능 인원이 25,885명으로 감소하게 되었다.
스포르팅 히혼의 최고 득점자였던 키니가 죽은 다음 날인 2018년 2월 28일에 히혼 시의회는 엘 몰리논의 정식 명칭을 에스타디오 무니시팔 엘 몰리논-엔리케 카스트로 "키니"(스페인어: Estadio Municipal El Molinón-Enrique Castro "Quini")로 바꾸는 것을 만장일치로 동의하여 키니를 영원히 기억해 주었다.

## 국제 경기

### 1982년 FIFA 월드컵
엘 몰리논에서는 2조의 세 경기가 이루어졌다. 그중 두 경기는 1982년 스페인 월드컵에서 가장 유명한 두경기였다. 한 경기는 6월 16일에 있던 경기로 서독 축구 국가대표팀이 알제리 축구 국가대표팀에 1 대 2로 패한 경기이며 다른 한 경이는 흔히 히혼의 수치라고 불리는 경기로 오스트리아 축구 국가대표팀과 서독 축구 국가대표팀의 경기였다. 이런 치욕적인 경기를 계기로 국제 대회의 조별 리그 최종전은 항상 같은 시간에 동시에 진행되는 것으로 규칙이 변경되었다.
| 날짜            | 시간 (CEST) | 팀 #1 | 결과  | 팀 #2      | 대회 | 관중   |
| --------------- | ----------- | ----- | ----- | ---------- | ---- | ------ |
| 1982년 6월 16일 | 17:15       | 서독  | 1 - 2 | 알제리     | 2조  | 42,000 |
| 1982년 6월 20일 | 17:15       | 서독  | 4 - 1 | 칠레       | 2조  | 42,000 |
| 1982년 6월 25일 | 17:15       | 서독  | 1 - 0 | 오스트리아 | 2조  | 41,000 |